# 沖ノ神島神社
沖ノ神島神社（沖ノ神嶋神社、神島（嶋）神社、おきのこうじまじんじゃ）は、長崎県北松浦郡小値賀町野崎郷（野崎島）にある神社。境内の奇岩「王位石」で知られる。島内北端、標高305mの山の中腹の斜面(標高200m超)に建てられ、五島列島に所在する神社では最古の1つとされる。旧社格は郷社。
野崎島では江戸時代末期に移住してきた隠れキリシタンを除くほとんどの島民が同社の氏子であり、非キリスト教徒集落の野崎集落では親家（おやけ）と称する神官家を中心として、住民が非常に強い絆で結ばれていた。神官家は、野崎島の各集落が島外へ移住した後も残り続け、同島が無人島になる前の最後の住人となった。
本来は、本社を沖津宮、前方湾を挟んで対岸の小値賀島（本島）前方郷にある地ノ神島神社を本宮（辺津宮）とし、2社を合わせた1社として神島神社（または神島宮）と呼ばれた。主祭神は神島大明神（鴨分一速王命）で、志自岐大明神（十城別王命）と七郎大明神（七郎氏廣王）を併祭する。なお、十城別王命は、長崎県本土唯一の式内社として高い格式をもっていた志自岐神社（平戸島）の主祭神であり、鴨分一速王命の兄とされる。また、七郎氏廣王は二人の部下と伝える。

## 歴史

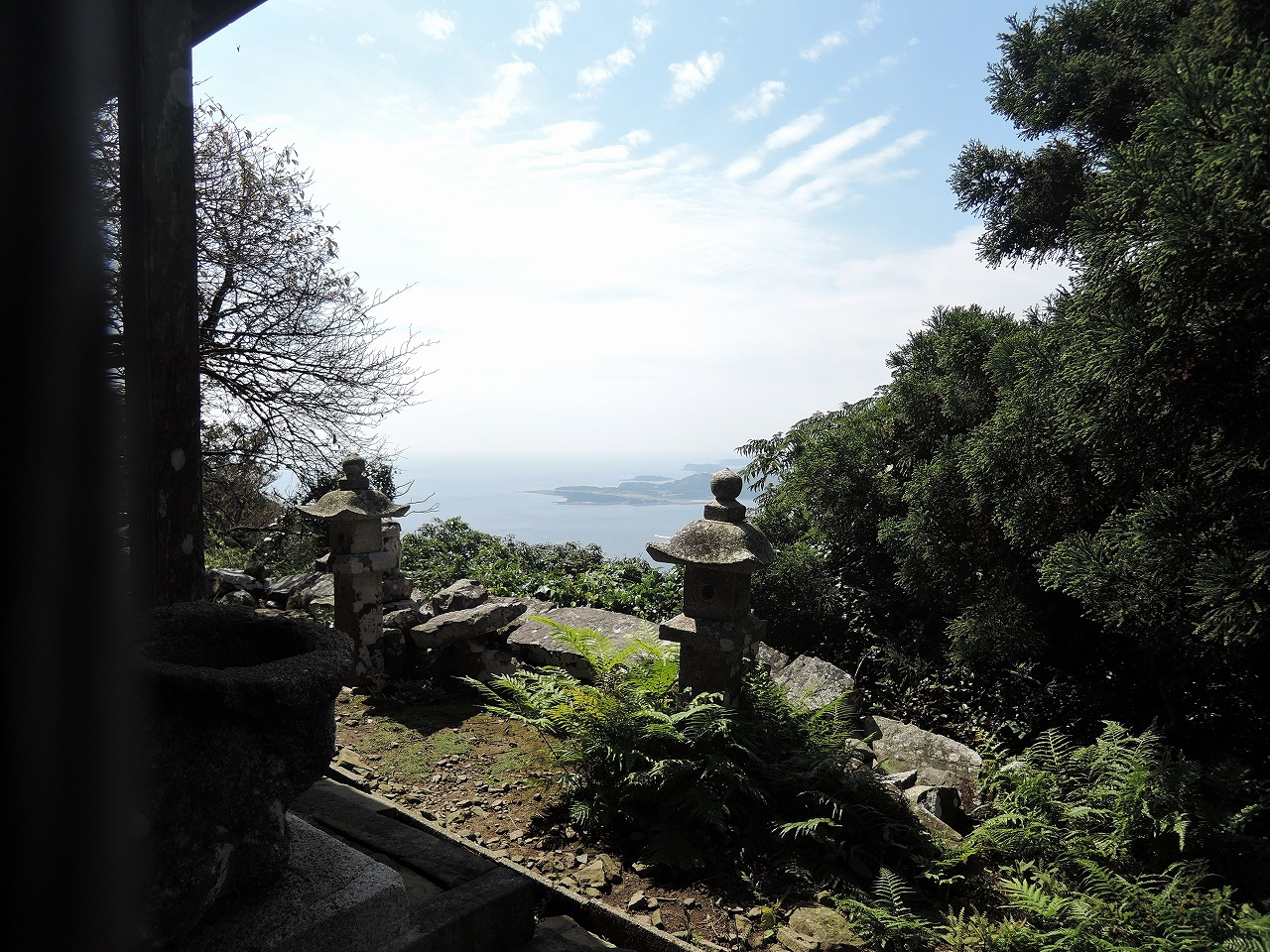
境内から見た小値賀島

- 704年 （慶雲元年） – 小値賀島の地ノ神島神社から分祀して創建。直前の702年（大宝2年）に南路（五島列島経由）に経路変更して遣唐使の再開がされていることから、遣唐使の安全を祈願する意図があったものとも言われている。
- 851年（嘉祥4年）  – 正六位下授与（神階を参照）。
- 中世 – 別当寺として萬福寺が創建されたとされる。
- 1596年 （文禄5年） – 社殿再興[1]。
- 1625年 （寛永2年） – 永代神領として8石寄進[1]。
- 1702年（元禄15年）  – 船着場普請。
- 1787年（天明7年）  – 萬福寺が小値賀島前方郷へ移設。
- 1871年（明治4年）  – 萬福寺が廃寺となる[5]。
- 1980年（昭和55年）頃 - 例祭の開催場所が本宮から野崎郷の神官家に変更される。
- 2001年（平成13年） - 神官家の離島（野崎島が無人島となる）。
- 2002年（平成14年） - 小値賀島の笛吹六社神社境内に遥拝所設置[6]。
- 2011年（平成23年）9月21日 - 小値賀島および周辺の島の自然・旧跡をまとめた「小値賀諸島の文化的景観」として文化庁より重要文化的景観の選定を受ける[7][8]。

## 王位石

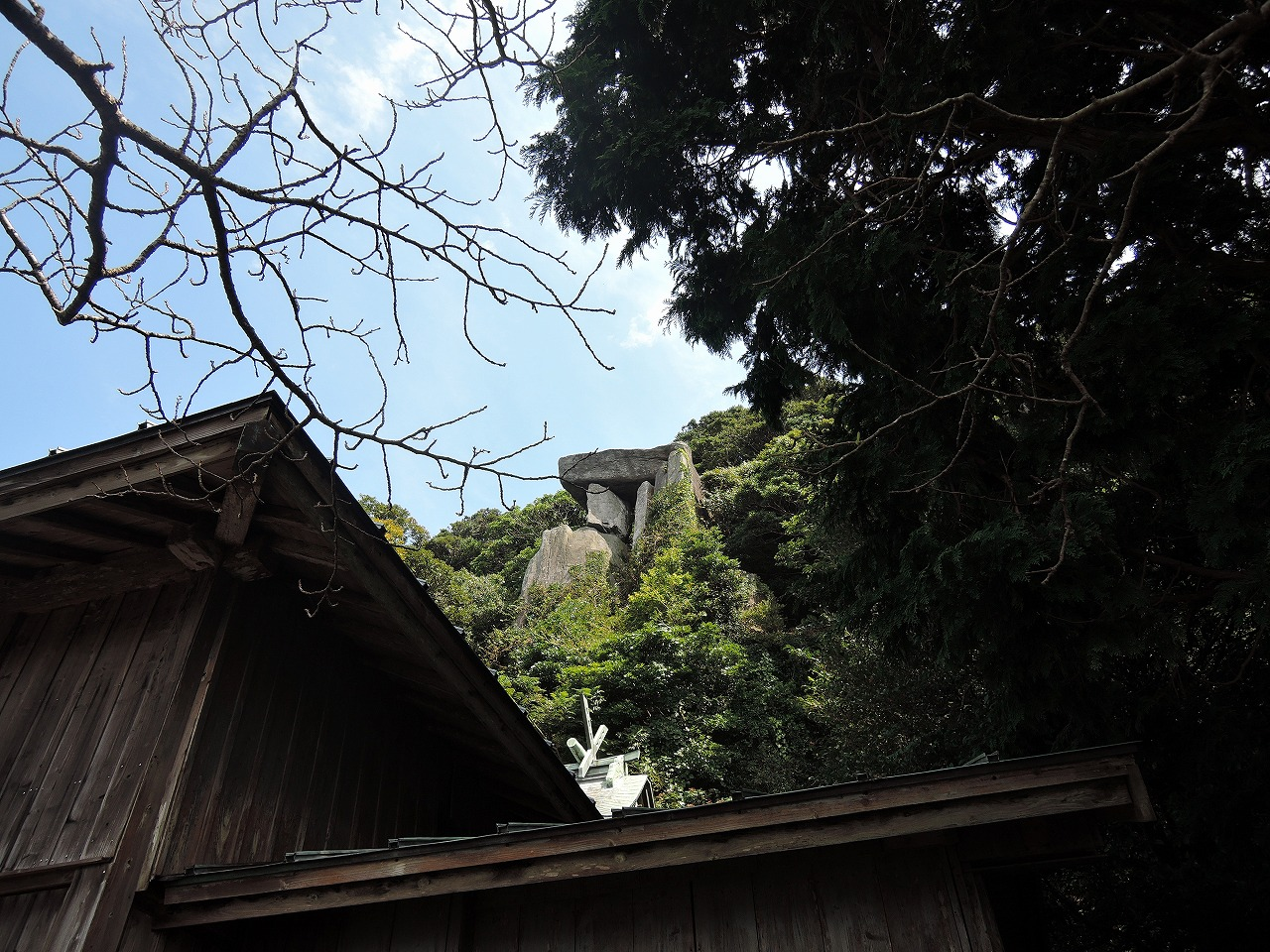
王位石

拝殿の後背には、王位石（おゑ石、おえいし）と呼ばれる巨大な盤座が存在する。頂上までの高さ24m、両柱の端から端までの幅12m、頂上テーブルの広さ5m×3mという非常に大きなものであり、自然の産物か人の手によるものかその成り立ちは定かでない。神社創建以前の古代から原始祭壇として本来の神島信仰の対象となった巨石ともされ、かつてはこの石の上で神楽が舞われたとも言われている。

## 史跡

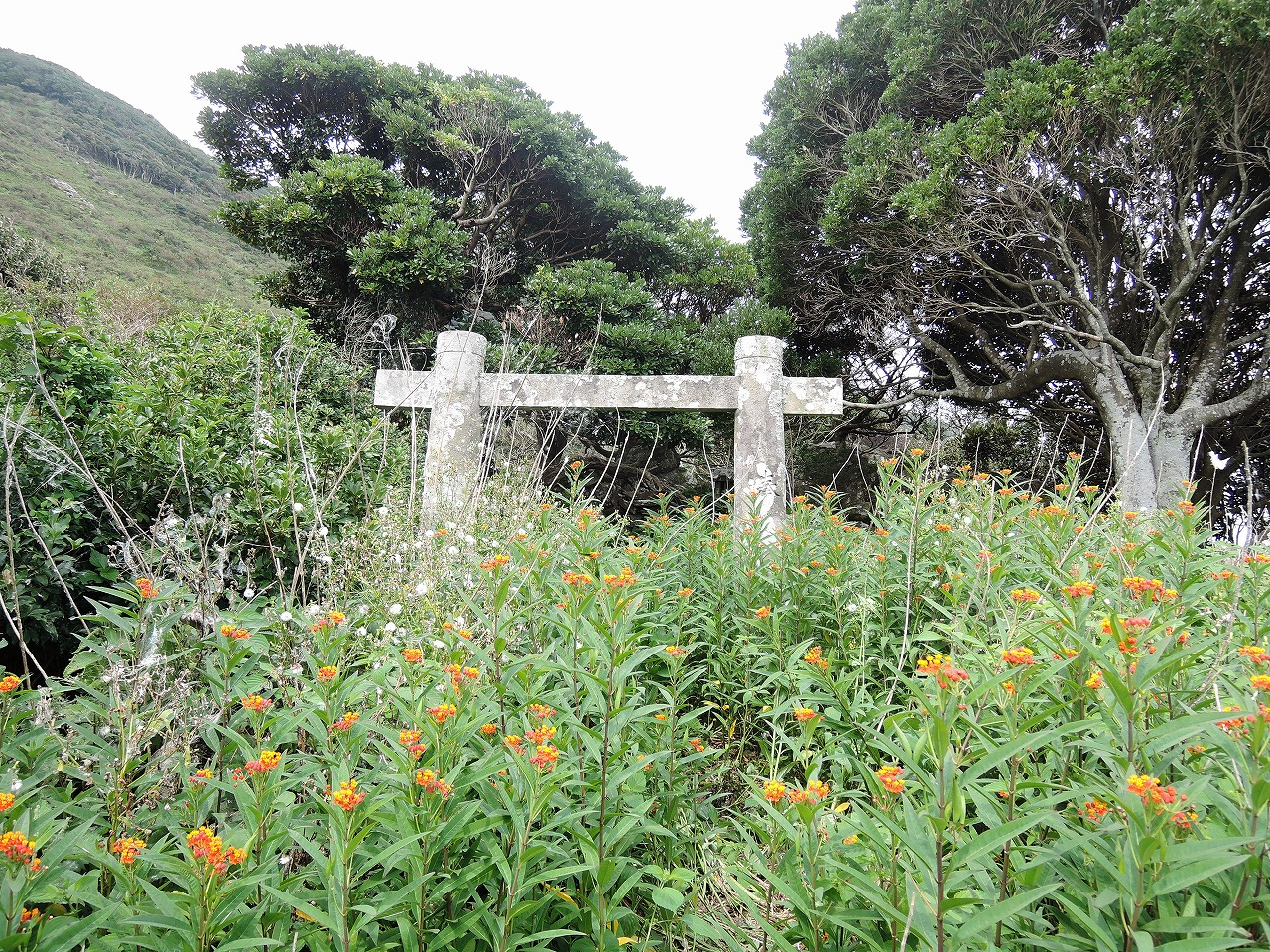
山越え参道入口の鳥居

- 山越え参道 – 最寄りの野崎集落まで、島内最高地点の平岳（標高350m）を経由し島の北半分を縦走して結ぶ山道。創建より無人島になるまでの1300年余り島内の参詣者が通った。1970年代には九州自然歩道の一部として整備されている[11]。2001年に野崎島が無人島になった後もよく利用されていたが、2012年頃のイノシシの来島から道の荒廃が進んでおり、2015年現在滑落や道に迷う危険があることから、近辺の観光窓口となっているNPO「おぢかアイランドツーリズム」ではガイドなしでの走行を控えるよう呼びかけている[12]。
- 海からの参道 – 真下の海岸との標高差200mの斜面を結ぶ山道。かつて、小値賀島から船で来た参詣者が通った。現在は利用されていない。
- 肥前型鳥居 – 海からの参道の起点の海岸に建てられている。1680年（延宝8年）建立。
- 社叢 – スダジイを主とする第一次原生林。
- 神島神社遥拝所 - 小値賀島笛吹郷にある笛吹六社神社境内に設置。野崎島が無人島になった後に建てられた。六社神社の宮司が兼務で神事を引き継ぎ、小値賀島各部落の関係者たちがその日の参拝日に行事を継続している[6]。
- 神官屋敷 – 島内野崎郷に存在。武家屋敷造りであり、神殿が付設されている。
- 御神楽崎 – 小値賀島最東端の岬。「トンベ神様」と呼ばれる小さな祠がある。例祭の日に海が時化て船で参拝ができない場合は、小値賀島では神社に最も近いこの岬で神楽をあげて代参した。

## 交通
- 島内の野崎漁港より、上述の山越え参道にて徒歩約2時間半。なお、野崎漁港には小値賀島からの町営船が日に数回入港している。

## 祭事
- 例祭（お山まいり） – かつて、8月2日から18日に行われていた大祭。参詣日は部落毎に決めていた。島内の過疎化に伴って1980年頃から社殿ではなく野崎郷の神官家で行うようになり、神官家の離島で幕を閉じた[1][13]

小値賀島の部落ごと、くじ（後に廃止）で参拝日を決め、座船を仕立てて参拝し豊作大漁の祈願をする。参拝帰りにはよく船漕競争が行われた。特に柳の東西両郷の船漕競争は年中行事の一つで、参詣する船を個人所有のを借り受けて、東部と西部に分け、船主が自分の好む漕手を選出して船漕競争をした。野崎に参詣しない人は村全員志々岐神社に参拝し、船の帰る時刻には浜に出迎えて陸からの応援で大変な賑わいだった。勝った船は勢よく『ハイヤヒョウ　ハララ　ハララ』と掛声勇ましく浜を一回転も二回転も漕ぎ廻った。夜は祭宿で祝宴を催した。（小値賀史談会機関誌『龍燈』より） 

## 周辺施設
- 旧野首教会
- 旧萬福寺跡 – 真言密教系の別当寺。「海からの参道」の北側の海岸近くに存在し、「海からの参道」との間の海岸を石積みで路肩を整備した海岸参道が結んでいた。2015年現在、道が整備されておらず一般人が訪れることは困難である。